# Desa Muktiwari
Desa Muktiwari är en administrativ by i Indonesien.   Den ligger i provinsen Jawa Barat, i den västra delen av landet, 28 km öster om huvudstaden Jakarta.